# Węgierska Formuła Renault Sezon 2013
Węgierska Formuła Renault Sezon 2013 – trzeci sezon Węgierskiej Formuły Renault.

## Kalendarz wyścigów
| Runda | Data            | Tor           | Pole position   | Najszybsze okrążenie | Zwycięzca (kierowcy) | Zwycięzca (zespoły) |
| ----- | --------------- | ------------- | --------------- | -------------------- | -------------------- | ------------------- |
| 1     | 27 kwietnia     | Hungaroring   | Márk Királykúti | ?                    | Márk Királykúti      | Formula Car Team    |
| 2     | 28 kwietnia     | Hungaroring   | László Eszenyi  | ?                    | Márk Királykúti      | Formula Car Team    |
| 3     | 15 czerwca      | Pannónia-Ring | ?               | ?                    | Márk Királykúti      | Formula Car Team    |
| 4     | 16 czerwca      | Pannónia-Ring | ?               | ?                    | Zsolt Balogh         | HF Racing           |
| 5     | 24 sierpnia     | Slovakiaring  | Márk Királykúti | Márk Királykúti      | Márk Királykúti      | Formula Car Team    |
| 6     | 25 sierpnia     | Slovakiaring  | Márk Királykúti | László Eszenyi       | Márk Királykúti      | Formula Car Team    |
| 7     | 14 września     | Slovakiaring  | ?               | ?                    | Márk Királykúti      | Formula Car Team    |
| 8     | 15 września     | Slovakiaring  | ?               | ?                    | Márk Királykúti      | Formula Car Team    |
| 9     | 11 października | Hungaroring   | ?               | ?                    | Oliver Ofner         | Feke-Team           |
| 10    | 12 października | Hungaroring   | ?               | ?                    | Márk Királykúti      | Formula Car Team    |
| 11    | 13 października | Hungaroring   | ?               | ?                    | Márk Királykúti      | Formula Car Team    |

## Klasyfikacja kierowców
| Legenda oznaczeń w tabelach wyników Wyświetl szablon na nowej stronie | Legenda oznaczeń w tabelach wyników Wyświetl szablon na nowej stronie                                                                     |
| Oznaczenie                                                            | Wyjaśnienie |
| --------------------------------------------------------------------- | --- |
| Złoty                                                                 | Zwycięzca lub mistrzostwo |
| Srebrny                                                               | 2. miejsce lub wicemistrzostwo |
| Brązowy                                                               | 3. miejsce lub II wicemistrzostwo |
| Zielony                                                               | Ukończył, punktował (w klasyfikacji generalnej, gdy zdobył co najmniej jeden punkt na przestrzeni sezonu, poza trzema powyższymi opcjami) |
| Niebieski                                                             | Ukończył, nie punktował (w klasyfikacji generalnej, gdy nie zdobył co najmniej jednego punktu na przestrzeni sezonu)                      |
| Czerwony                                                              | Nie zakwalifikował się (NZ) |
| Czerwony                                                              | Nie prekwalifikował się (NPK) |
| Różowy                                                                | Nie ukończył (NU) |
| Różowy                                                                | Niesklasyfikowany (NS) (w klasyfikacji generalnej, gdy nie został sklasyfikowany w żadnym wyścigu sezonu)                                 |
| Czarny                                                                | Zdyskwalifikowany (DK) |
| Czarny                                                                | Wykluczony (WYK/EX) |
| Biały                                                                 | Nie wystartował (NW) |
| Biały                                                                 | Kontuzjowany (K/INJ) |
| Biały                                                                 | Wyścig odwołany (OD/C) |
| Bez koloru                                                            | Został wycofany (WYC/WD) |
| Bez koloru                                                            | Nie przybył (NP/DNA) |
| Bez koloru                                                            | Nie brał udziału w treningach (NT/DNP) |
| Bez koloru                                                            | Nie został zgłoszony (–) |
| Pogrubienie                                                           | Start z pole position |
| Kursywa                                                               | Najszybsze okrążenie wyścigu |
| †                                                                     | Nie ukończył, ale jego rezultat został zaliczony ze względu na przejechanie więcej niż 90% dystansu wyścigu.                              |
| *                                                                     | Sezon w trakcie |
| 1/2/3                                                                 | Punktowana pozycja w sprincie kwalifikacyjnym                                                                                             |
| Lista systemów punktacji Formuły 1                                    | |

| Poz. | Kierowca          | Zespół           | HUN | HUN | PAN | PAN | SVK | SVK | SVK | SVK | HUN | HUN | HUN | Punkty |
| ---- | ----------------- | ---------------- | --- | --- | --- | --- | --- | --- | --- | --- | --- | --- | --- | ------ |
| 1    | Márk Királykúti   | Formula Car Team | 1   | 1   | 1   | 2   | 1   | 1   | 1   | 1   | NU  | 1   | 1   | 98     |
| 2    | László Eszenyi    | Formula Car Team | 2   | 2   | 2   | NU  | 2   | 2   | 2   | 2   | NU  | 2   | 2   | 72     |
| 3    | Szabolcs Galambos | Feke-Team        | 4   | 3   | 4   | 4   | 3   | 3   | NU  | 4   | 2   | 5   | 4   | 55     |
| 4    | Oliver Ofner      | Feke-Team        | 3   | 4   | -   | -   | 4   | 4   | 3   | 3   | 1   | 3   | 5   | 53     |
| 5    | Zsolt Balogh      | HF Racing        | NU  | 5   | 3   | 1   | 5   | 5   | 5   | 5   | 3   | 4   | 3   | 53     |
| 6    | Ferenc Rátkai     | Formula Car Team | 5   | NW  | 5   | 3   | -   | -   | 4   | NW  | -   | -   | -   | 15     |